# Повалишин, Андрей Васильевич
Андре́й Васи́льевич Повали́шин (род. 1760, по др. данным 1765) — генерал-лейтенант, участник Русско-турецкой войны 1787—1792, тайный советник, губернатор Астраханской губернии.

## Семья
Из рода Повалишиных, потомственных дворян Рязанской губернии.
Отец: Повалишин, Василий Матвеевич (род. 1729), капитан артиллерии, надворный советник, помещик с. Никитское Пронского уезда
Мать: Ершова Екатерина Андреевна
Братья и сестры:
- Повалишин Сергей Васильевич
- Повалишин, Александр Васильевич (1773—1822) — капитан-командор, участник русско-шведской войны 1788—1790 годов
- Повалишин, Фёдор Васильевич (1775-25.03.1857) — полковник, ордена Святого Георгия IV ст., участник русско-турецкой войны 1806—1812 годов
- Повалишин Николай Васильевич (род. 1778)
- Повалишин, Пётр Васильевич (1779—1852) — генерал-лейтенант флота, кавалер ордена Святого Георгия IV ст., участник второй и шестой коалиций наполеоновских войн, участник русско-турецкой войны 1806—1812 годов
- Повалишин Матвей Васильевич (род. 1782) — лейтенант, помещик Сапожковского уезда
- Повалишина Анна Васильевна (род. [29.03.1786-7.07.1816) — фрейлина Двора Их Императорских Величеств. Похоронена на городском кладбище в Павловске.

## Биография
- Службу начал 1 января 1781 года сержантом в лейб-гвардии Преображенском полку.
- В январе 1783 года перешел в армию и был определен в Тульский мушкетерский полк поручиком.
- В феврале 1785 года был назначен флигель-адъютантом в штаб генерал-аншефа князя Долгорукова.
- В мае 1788 года произведен в секунд-майоры с переводом в Астраханский (впоследствии Херсонский) гренадерский полк. С этим полком участвовал в походах: в 1788 году — до г. Очакова, в продолжение всей осады, а также в штурме этого города; в 1789 году — при разбитии в м. Коушанах турецкого трехбунчужного паши и при занятии городов Аккермана и Бендер.
- 23 апреля 1792 года поступил в провиантский штат генерал-провиантмейстер-лейтенантом.
- 15 февраля 1795 года определился в Ростовский карабинерный полк, с переименованием в подполковники.
- 1 июля 1796 года был переведен в 3-й Кавказский егерский батальон, с которым в 1796—1797 годах участвовал в Персии в экспедиции против Сурхай-хана Кизыкутыкского.
- 24 сентября 1797 года, по расформировании означенного батальона, поступил в Астраханский гренадерский полк.
- 9 апреля 1798 года произведен в полковники с назначением в Бахмут комендантом и шефом гарнизонного своего имени полка.
- 8 июня 1799 года был пожалован в генерал-майоры, с оставлением в тех же должностях.
- 4 марта 1800 года отставлен от службы с чином генерал-лейтенанта и с правом ношения мундира.
- 9 августа 1800 года был назначен Астраханским губернатором, с переименованием в тайные советники.
- 19 июля 1802 года был уволен в отставку с половинным жалованьем. По другим данным был губернатором с 1800 по 1804 годы[5].
- Проживая по выходе со службы в Москве, при вторжении французской армии в столицу, был захвачен в плен и ограблен, причём пропал указ об его отставке. По просьбе о выдаче ему нового указа состоялось определение Правительствующего Сената от 14 августа 1816 года.